# Adobe Premiere Pro
Adobe Premiere Pro — професійна програма нелінійного відеомонтажу компанії Adobe Systems. Нащадок програми Adobe Premiere (остання версія 6.5). Першу версію програми («Adobe Premiere» 7) презентували 21 серпня 2003 року для систем на основі ОС Windows. Вже у третій версії програма стала доступною і для операційних систем Mac OS X. Перші дві версії випустили окремими продуктами, лише третю у складі пакету Adobe Creative Suite 3. П'ята версія, яка є складовою пакету Adobe Creative Suite 5, підтримує лише 64-бітні операційні системи, хоча четверта також підтримувала і 32-бітні.
Основний формат файлів програми для збереження робочих проектів — .prm

## Історія
Premiere Pro є наступником Adobe Premiere і був запущений у 2003 році. Premiere Pro відноситься до версій, випущених у 2003 році і пізніше, тоді як Premiere відноситься до більш ранніх випусків. Premiere був заснований на ReelTime, продукті, придбаному у SuperMac Technologies Inc., і був одним із перших комп’ютерних NLE (система нелінійного редагування), з першим випуском на Mac у 1991 році. Adobe ненадовго відмовився від платформи Mac після версії 6. Аж до версії Premiere Pro 2.0 (CS2) на упаковці програмного забезпечення містився кінь, що скаче, що нагадує роботу Едворда Мейбріджа «Саллі Гарднер у галопі».

## Можливості
Adobe Premiere 6.5 стала найпопулярнішою програмою на ринку професіональної роботи з відео. Компанія Adobe протягом тривалого часу не випускала оновлення, однак згодом представила широкому загалу принципово новий продукт: Adobe Premiere Pro.
Premiere Pro підтримує високоякісне редагування відео з 32-бітовим кольором (RGB та YUV кольоровий простір). Програма також дає можливість редагувати аудіо-семпли, підтримує VST аудіо плагіни (plug-in), та звукові доріжки 5.1 surround. Архітектура плагінів Premiere Pro дозволяє імпортувати та експортувати матеріали таких контейнерів як QuickTime чи DirectShow, а також підтримує чималу кількість відео- й аудіоформатів MacOS та Windows.